# Seznam utkání Karových Varů v play off české hokejové extraligy
Toto je seznam zápasů Karlových Varů v play off české hokejové extraligy .

## Karlovy Vary
| Karlovy Vary versus | S  | Předkolo                            | Čtvrtfinále                         | Semifinále        | Finále                              | V  | P  |
| ------------------- | -- | ----------------------------------- | ----------------------------------- | ----------------- | ----------------------------------- | -- | -- |
| Třinec              | 1  | 2006/2007 (0 : 3)                   |                                     |                   |                                     | 0  | 3  |
| Hradec Králové      | 0  |                                     |                                     |                   |                                     | 0  | 0  |
| Chomutov            | 0  |                                     |                                     |                   |                                     | 0  | 0  |
| Liberec             | 0  |                                     |                                     |                   |                                     | 0  | 0  |
| Litvínov            | 2  |                                     | 2007/2008 (4 : 1) 2008/2009 (4 : 0) |                   |                                     | 8  | 1  |
| Mladá Boleslav      | 0  |                                     |                                     |                   |                                     | 0  | 0  |
| Olomouc             | 0  |                                     |                                     |                   |                                     | 0  | 0  |
| Pardubice           | 2  | 2020/2021 (1 : 3) 2021/2022 (0 : 3) |                                     |                   |                                     | 1  | 6  |
| Plzeň               | 0  |                                     |                                     |                   |                                     | 0  | 0  |
| Sparta Praha        | 1  |                                     |                                     | 2008/2009 (4 : 2) |                                     | 4  | 2  |
| Vítkovice           | 0  |                                     |                                     |                   |                                     | 0  | 0  |
| Zlín                | 0  |                                     |                                     |                   |                                     | 0  | 0  |
| Jihlava             | 0  |                                     |                                     |                   |                                     | 0  | 0  |
| České Budějovice    | 1  |                                     |                                     | 2007/2008 (4 : 3) |                                     | 4  | 3  |
| Brno                | 0  |                                     |                                     |                   |                                     | 0  | 0  |
| Kladno              | 0  |                                     |                                     |                   |                                     | 0  | 0  |
| Slavia Praha        | 3  | 2010/2011 (2 : 3)                   |                                     |                   | 2007/2008 (3 : 4) 2008/2009 (4 : 2) | 9  | 9  |
| Vsetín              | 0  |                                     |                                     |                   |                                     | 0  | 0  |
| Znojmo              | 0  |                                     |                                     |                   |                                     | 0  | 0  |
| Celkem              | 10 |                                     |                                     |                   |                                     | 26 | 24 |

## Karlovy Vary - Slavia Praha
| Číslo | Sezona    | Utkání   | Domácí       | Výsledek        | Hosté        | Třetiny          |
| --- | --------- | -------- | ------------ | --------------- | ------------ | ---------------- |
| 01. | 2007/2008 | finále   | Slavia Praha | 4 : 5 Report    | Karlovy Vary | (1:1, 1:2, 2:2)  |
| Branky Karlových Varů 04:42 Jaroslav Kristek, 25:55 Petr Kumstát, 30:25 Milan Kraft, 43:53 Petr Kumstát, 45:29 Jan Košťál                                                                      |           |          |              |                 |              |                  |
| 02. | 2007/2008 | finále   | Slavia Praha | 5 : 2 Report    | Karlovy Vary | (1:0, 2:2, 2:0)  |
| Branky Karlových Varů 26:11 František Skladaný, 35:33 Ondřej Němec |           |          |              |                 |              |                  |
| 03. | 2007/2008 | finále   | Karlovy Vary | 3 : 4 Report    | Slavia Praha | (1:2, 2:0, 0:2)  |
| Branky Karlových Varů 09:13 Jaroslav Kristek, 32:37 Petr Kumstát, 37:54 Jaroslav Kristek |           |          |              |                 |              |                  |
| 04. | 2007/2008 | finále   | Karlovy Vary | 8 : 2 Report    | Slavia Praha | (4:1, 2:0, 2:1)  |
| Branky Karlových Varů 06:02 Milan Procházka, 10:58 Milan Kraft, 13:00 Jan Košťál, 19:48 Jaroslav Kristek, 21:32 Milan Procházka, 34:42 Milan Hluchý, 43:19 Milan Kraft, 52:55 Jaroslav Kristek |           |          |              |                 |              |                  |
| 05. | 2007/2008 | finále   | Slavia Praha | 4 : 0 Report    | Karlovy Vary | (1:0, 1:0, 2:0)  |
| Branky Karlových Varů nikdo |           |          |              |                 |              |                  |
| 06. | 2007/2008 | finále   | Karlovy Vary | 4 : 1 Report    | Slavia Praha | (2:1, 0:0, 2:0)  |
| Branky Karlových Varů 09:46 Jaroslav Kristek, 16:16 Jaroslav Kristek, 46:18 Petr Mudroch, 59:59 Marek Melenovský                                                                               |           |          |              |                 |              |                  |
| 07. | 2007/2008 | finále   | Slavia Praha | 4 : 2 Report    | Karlovy Vary | (2:0, 1:0, 1:2)  |
| Branky Karlových Varů 57:35 Vojtěch Polák, 59:58 Jiří Hanzlík |           |          |              |                 |              |                  |
| |           |          |              |                 |              |                  |
| 08. | 2008/2009 | finále   | Karlovy Vary | 4 : 1 Report    | Slavia Praha | (1:0, 1:0, 2:1)  |
| Branky Karlových Varů 04:12 Lukáš Pech, 26:03 Petr Kumstát, 46:37 Martin Zaťovič, 59:10 Ondřej Němec                                                                                           |           |          |              |                 |              |                  |
| 09. | 2008/2009 | finále   | Karlovy Vary | 1 : 5 Report    | Slavia Praha | (0:1, 1:3, 0:1)  |
| Branky Karlových Varů 25:02 František Skladaný |           |          |              |                 |              |                  |
| 10. | 2008/2009 | finále   | Slavia Praha | 1 : 2 SN Report | Karlovy Vary | (0:0, 0:1, 1:0)  |
| Branky Karlových Varů 37:42 Petr Kumstát, rozhodující SN Petr Sailer |           |          |              |                 |              |                  |
| 11. | 2008/2009 | finále   | Slavia Praha | 4 : 6 Report    | Karlovy Vary | (3:3, 1:2, 0:1)  |
| Branky Karlových Varů hetrik 00:27 Václav Skuhravý, 10:59 Václav Skuhravý, 14:00 Ondřej Němec, 27:27 Václav Skuhravý, 29:56 Petr Sailer, 48:36 Jaroslav Kristek                                |           |          |              |                 |              |                  |
| 12. | 2008/2009 | finále   | Slavia Praha | 3 : 2 Report    | Karlovy Vary | (1:0, 2:2, 0:0)  |
| Branky Karlových Varů 20:40 František Skladaný, 37:07 Petr Sailer |           |          |              |                 |              |                  |
| 13. | 2008/2009 | finále   | Karlovy Vary | 4 : 3 Report    | Slavia Praha | (0:3, 2:0, 2:0)  |
| Branky Karlových Varů 24:44 Marek Melenovský, 33:51 František Skladaný, 46:23 Ondřej Němec, 52:39 Lukáš Pech                                                                                   |           |          |              |                 |              |                  |
| |           |          |              |                 |              |                  |
| 14. | 2010/2011 | předkolo | Slavia Praha | 4 : 3 SN Report | Karlovy Vary | (1:2, 0:1, 2:0 ) |
| Branky Karlových Varů 05:11 Tomáš Klíma, 17:44 Petr Kumstát, 33:09 Petr Kumstát |           |          |              |                 |              |                  |
| 15. | 2010/2011 | předkolo | Slavia Praha | 3 : 1 Report    | Karlovy Vary | (0:0, 2:0, 1:1)  |
| Branky Karlových Varů 51:59 Marek Melenovský |           |          |              |                 |              |                  |
| 16. | 2010/2011 | předkolo | Karlovy Vary | 4 : 3 PP Report | Slavia Praha | (2:1, 0:1, 1:1)  |
| Branky Karlových Varů 01:31 Petr Sailer, 02:25 Tomáš Klíma, 57:41 Lukáš Pech, v prodloužení 63:32 Petr Kumstát                                                                                 |           |          |              |                 |              |                  |
| 17. | 2010/2011 | předkolo | Karlovy Vary | 7 : 0 Report    | Slavia Praha | (5:0, 1:0, 1:0)  |
| Branky Karlových Varů 02:05 Tomáš Klíma, 06:21 František Skladaný, 10:42 František Skladaný, 11:02 Tomáš Klíma, 15:44 Václav Skuhravý, 30:01 Martin Zaťovič, 47:56 David Nosek                 |           |          |              |                 |              |                  |
| 18. | 2010/2011 | předkolo | Slavia Praha | 3 : 1 Report    | Karlovy Vary | (0:0, 2:0, 1:1)  |
| Branky Karlových Varů 58:47 Václav Skuhravý |           |          |              |                 |              |                  |
| |           |          |              |                 |              |                  |
| Karlovy Vary 9x utkání vyhrál, 9x utkání prohrál Karlovy Vary 1x sérii vyhrál, 2x sérii prohrál                                                                                                |           |          |              |                 |              |                  |

## Karlovy Vary - Litvínov
| Číslo | Sezona    | Utkání      | Domácí       | Výsledek        | Hosté        | Třetiny         |
| --- | --------- | ----------- | ------------ | --------------- | ------------ | --------------- |
| 01. | 2007/2008 | čtvrtfinále | Karlovy Vary | 6 : 2 Report    | Litvínov     | (2:2, 2:0, 2:0) |
| Branky Karlových Varů 00:36 Jan Košťál, 01:58 Jaroslav Kristek, 34:20 Václav Skuhravý, 39:24 Václav Skuhravý, 45:54 Jaroslav Kristek, 59:53 Lukáš Pech |           |             |              |                 |              |                 |
| 02. | 2007/2008 | čtvrtfinále | Karlovy Vary | 3 : 2 Report    | Litvínov     | (1:1, 2:0, 0:1) |
| Branky Karlových Varů 17:59 Marek Melenovský, 25:11 Ondřej Němec, 33:48 Michal Dobroň                                                                  |           |             |              |                 |              |                 |
| 03. | 2007/2008 | čtvrtfinále | Litvínov     | 3 : 2 SN Report | Karlovy Vary | (1:1, 1:1, 0:0) |
| Branky Karlových Varů 05:21 Jakub Grof, 27:24 Roman Prošek                                                                                             |           |             |              |                 |              |                 |
| 04. | 2007/2008 | čtvrtfinále | Litvínov     | 2 : 3 Report    | Karlovy Vary | (1:2, 0:1, 1:0) |
| Branky Karlových Varů 09:40 Lukáš Pech, 18:58 Marek Melenovský, 26:07 Lukáš Pech                                                                       |           |             |              |                 |              |                 |
| 05. | 2007/2008 | čtvrtfinále | Karlovy Vary | 3 : 2 Report    | Litvínov     | (1:1, 1:0, 1:1) |
| Branky Karlových Varů 00:58 Petr Kumstát, 22:40 Milan Hluchý, 52:45 Jan Košťál                                                                         |           |             |              |                 |              |                 |
| |           |             |              |                 |              |                 |
| 06. | 2008/2009 | čtvrtfinále | Litvínov     | 2 : 3 SN Report | Karlovy Vary | (0:1, 2:1, 0:0) |
| Branky Karlových Varů 07:05 Václav Skuhravý, 24:27 Milan Procházka, rozhodující SN Marek Melenovský                                                    |           |             |              |                 |              |                 |
| 07. | 2008/2009 | čtvrtfinále | Litvínov     | 1 : 2 SN Report | Karlovy Vary | (0:0, 0:1, 1:0) |
| Branky Karlových Varů 39:59 Milan Procházka, rozhodující SN Marek Melenovský                                                                           |           |             |              |                 |              |                 |
| 08. | 2008/2009 | čtvrtfinále | Karlovy Vary | 3 : 1 Report    | Litvínov     | (1:0, 2:0, 0:1) |
| Branky Karlových Varů 19:44 František Skladaný, 26:09 Ondřej Němec, 30:37 Milan Procházka                                                              |           |             |              |                 |              |                 |
| 09. | 2008/2009 | čtvrtfinále | Karlovy Vary | 4 : 2 Report    | Litvínov     | (1:2, 1:0, 2:0) |
| Branky Karlových Varů 03:29 Ondřej Němec, 36:20 David Zucker, 45:12 František Skladaný, 46:09 Lukáš Pech                                               |           |             |              |                 |              |                 |
| |           |             |              |                 |              |                 |
| Karlovy Vary 8x utkání vyhrál, 1x utkání prohrál Karlovy Vary 2x sérii vyhrál, 0x sérii prohrál                                                        |           |             |              |                 |              |                 |

## Karlovy Vary - Třinec
| Číslo                                                                                           | Sezona    | Utkání   | Domácí       | Výsledek        | Hosté        | Třetiny           |
| ----------------------------------------------------------------------------------------------- | --------- | -------- | ------------ | --------------- | ------------ | ----------------- |
| 01.                                                                                             | 2006/2007 | předkolo | Karlovy Vary | 1 : 3 Report    | Třinec       | (1:0 , 0:1 , 0:2) |
| Branky Karlových Varů 09:51 František Skladaný                                                  |           |          |              |                 |              |                   |
| 02.                                                                                             | 2006/2007 | předkolo | Karlovy Vary | 2 : 3 Report    | Třinec       | (0:0 , 2:1 , 0:2) |
| Branky Karlových Varů 31:08 Jan Košťál, 36:15 Václav Skuhravý                                   |           |          |              |                 |              |                   |
| 03.                                                                                             | 2006/2007 | předkolo | Třinec       | 2 : 1 SN Report | Karlovy Vary | (0:0 , 1:0 , 0:1) |
| Branky Karlových Varů 49:52 Petr Kumstát                                                        |           |          |              |                 |              |                   |
|                                                                                                 |           |          |              |                 |              |                   |
| Karlovy Vary 0x utkání vyhrál, 3x utkání prohrál Karlovy Vary 0x sérii vyhrál, 1x sérii prohrál |           |          |              |                 |              |                   |

## Karlovy Vary - České Budějovice
| Číslo | Sezona    | Utkání     | Domácí           | Výsledek        | Hosté            | Třetiny         |
| --- | --------- | ---------- | ---------------- | --------------- | ---------------- | --------------- |
| 01. | 2007/2008 | semifinále | České Budějovice | 3 : 2 Report    | Karlovy Vary     |                 |
| Branky Karlových Varů 54:00 Milan Procházka, 59:59 Michal Dobroň                                                          |           |            |                  |                 |                  |                 |
| 02. | 2007/2008 | semifinále | České Budějovice | 2 : 1 Report    | Karlovy Vary     | (0:0, 0:0, 2:1) |
| Branky Karlových Varů 59:59 Josef Řezníček                                                                                |           |            |                  |                 |                  |                 |
| 03. | 2007/2008 | semifinále | Karlovy Vary     | 4 : 0 Report    | České Budějovice | (0:0, 3:0, 1:0) |
| Branky Karlových Varů 28:23 Jan Košťál, 31:57 Milan Kraft, 39:59 Václav Skuhravý, 47:44 Jaroslav Kristek                  |           |            |                  |                 |                  |                 |
| 04. | 2007/2008 | semifinále | Karlovy Vary     | 5 : 4 Report    | České Budějovice | (1:1, 4:0, 0:3) |
| Branky Karlových Varů 11:13 Jakub Grof, 28:27 Jakub Grof, 34:06 Josef Řezníček, 35:38 Vítězslav Bílek, 36:41 David Zucker |           |            |                  |                 |                  |                 |
| 05. | 2007/2008 | semifinále | České Budějovice | 3 : 2 PP Report | Karlovy Vary     | (0:0, 2:1, 0:1) |
| Branky Karlových Varů 20:20 Václav Skuhravý, 46:07 Petr Kumstát                                                           |           |            |                  |                 |                  |                 |
| 06. | 2007/2008 | semifinále | Karlovy Vary     | 3 : 0 Report    | České Budějovice | (2:0, 1:0, 0:0) |
| Branky Karlových Varů 00:28 Jan Košťál, 14:27 Vítězslav Bílek, 38:54 Ondřej Němec                                         |           |            |                  |                 |                  |                 |
| 07. | 2007/2008 | semifinále | České Budějovice | 1 : 2 Report    | Karlovy Vary     | (0:0, 1:1, 0:1) |
| Branky Karlových Varů 28:43 Václav Skuhravý, 52:46 Milan Procházka                                                        |           |            |                  |                 |                  |                 |
| |           |            |                  |                 |                  |                 |
| Karlovy Vary 4x utkání vyhrál, 3x utkání prohrál Karlovy Vary 1x sérii vyhrál, 0x sérii prohrál                           |           |            |                  |                 |                  |                 |

## Karlovy Vary - Sparta Praha
| Číslo | Sezona    | Utkání      | Domácí       | Výsledek        | Hosté        | Třetiny         |
| --- | --------- | ----------- | ------------ | --------------- | ------------ | --------------- |
| 01. | 2008/2009 | čtvrtfinále | Sparta Praha | 5 : 2 Report    | Karlovy Vary | (2:1, 1:0, 2:1) |
| Branky Karlových Varů 09:12 Petr Sailer, 52:26 František Bombic                                                             |           |             |              |                 |              |                 |
| 02. | 2008/2009 | čtvrtfinále | Sparta Praha | 2 : 3 PP Report | Karlovy Vary | (1:1, 0:1, 1:0) |
| Branky Karlových Varů 04:18 František Skladaný, 34:15 Milan Procházka, v prodloužení 69:55 Josef Řezníček                   |           |             |              |                 |              |                 |
| 03. | 2008/2009 | čtvrtfinále | Karlovy Vary | 5 : 3 Report    | Sparta Praha | (1:1, 1:1, 3:1) |
| Branky Karlových Varů 08:04 Jan Košťál, 24:04 Lukáš Pech, 53:30 Jan Košťál, 56:23 František Skladaný, 57:18 Ondřej Němec    |           |             |              |                 |              |                 |
| 04. | 2008/2009 | čtvrtfinále | Karlovy Vary | 5 : 2 Report    | Sparta Praha | (3:0, 2:1, 0:1) |
| Branky Karlových Varů 05:43 Milan Hluchý, 06:18 Petr Kumstát, 14:32 Lukáš Pech, 31:33 Milan Procházka, 33:38 Josef Řezníček |           |             |              |                 |              |                 |
| 05. | 2008/2009 | čtvrtfinále | Sparta Praha | 2 : 1 PP Report | Karlovy Vary | (1:0, 0:0, 0:1) |
| Branky Karlových Varů 42:06 Rastislav Dej                                                                                   |           |             |              |                 |              |                 |
| 06. | 2008/2009 | čtvrtfinále | Karlovy Vary | 4 : 1 Report    | Sparta Praha | (1:1, 1:0, 2:0) |
| Branky Karlových Varů 02:11 Jaroslav Kristek, 25:46 Roman Prošek, 47:25 František Skladaný, 50:44 Milan Procházka           |           |             |              |                 |              |                 |
| |           |             |              |                 |              |                 |
| Karlovy Vary 4x utkání vyhrál, 2x utkání prohrál Karlovy Vary 1x sérii vyhrál, 0x sérii prohrál                             |           |             |              |                 |              |                 |

## Karlovy Vary - Hradec Králové
| Číslo | Sezona    | Utkání   | Domácí        | Výsledek     | Hosté        | Třetiny         |
| --- | --------- | -------- | ------------- | ------------ | ------------ | --------------- |
| 01. | 2019/2020 | předkolo | Mountfield HK | 3 : 1 Report | Karlovy Vary | (2:0, 1:0, 0:1) |
| Branky Karlových Varů 42:43 Tomáš Rachůnek                                                                                        |           |          |               |              |              |                 |
| 02. | 2019/2020 | předkolo | Mountfield HK | 3 : 5 Report | Karlovy Vary | (0:1, 2:1, 1:3) |
| Branky Karlových Varů 00:29 Jakub Flek, 36:47 Vladimír Eminger, 41:57 Václav Skuhravý, 58:26 Vojtěch Polák, 59:54 Tomáš Vondráček |           |          |               |              |              |                 |
| |           |          |               |              |              |                 |
| Mountfield HK 01 utkání vyhrála, 01 utkání prohrála Mountfield HK xx sérii vyhrála, 0x sérii prohrála                             |           |          |               |              |              |                 |

## Karlové Vary - Pardubice
| Číslo                                                                                            | Sezona    | Utkání   | Domácí       | Výsledek        | Hosté        | Třetiny               |
| ------------------------------------------------------------------------------------------------ | --------- | -------- | ------------ | --------------- | ------------ | --------------------- |
| 01.                                                                                              | 2020/2021 | předkolo | Pardubice    | 2 : 1 Report    | Karlové Vary | (0:0, 2:0, 0:1)       |
| Branky Karlové Vary 50:22 Jakub Flek                                                             |           |          |              |                 |              |                       |
| 02.                                                                                              | 2020/2021 | předkolo | Pardubice    | 11 : 3 Report   | Karlové Vary | (5:1, 5:2, 1:0)       |
| Branky Karlové Vary 11:09 Tomáš Vondráček, 35:37 Jakub Flek, 39:02 Jakub Flek                    |           |          |              |                 |              |                       |
| 03.                                                                                              | 2020/2021 | předkolo | Karlové Vary | 2 : 1 PP Report | Pardubice    | (0:0, 0:1, 1:0 - 1:0) |
| Branky Karlové Vary 57:58 Martin Kohout, 77:21 Martin Kohout                                     |           |          |              |                 |              |                       |
| 04.                                                                                              | 2020/2021 | předkolo | Karlové Vary | 1 : 5 Report    | Pardubice    | (0:0, 0:2, 1:3)       |
| Branky Karlové Vary 54:45 Petr Koblasa                                                           |           |          |              |                 |              |                       |
| 05.                                                                                              | 2021/2022 | předkolo | Pardubice    | 3 : 2 Report    | Karlové Vary | (1:0, 2:2, 0:0)       |
| Branky Karlové Vary 29:32 Ondřej Beránek, 32:56 Jiří Černoch                                     |           |          |              |                 |              |                       |
| 06.                                                                                              | 2021/2022 | předkolo | Pardubice    | 4 : 2 Report    | Karlové Vary | (3:0, 0:0, 1:2)       |
| Branky Karlové Vary 41:15 Tomáš Vondráček, 58:49 Martin Kohout                                   |           |          |              |                 |              |                       |
| 07.                                                                                              | 2021/2022 | předkolo | Karlové Vary | 2 : 3 PP Report | Pardubice    | (2:2, 0:0, 0:0 - 0:1) |
| Branky Karlové Vary 02:56 Tomáš Vondráček, 19:41 Ondřej Beránek                                  |           |          |              |                 |              |                       |
|                                                                                                  |           |          |              |                 |              |                       |
| Karlové Vary 1x utkání vyhrál, 6x utkánní prohrál Karlové Vary 0x sérii vyhrál, 2x sérii prohrál |           |          |              |                 |              |                       |

## Karlovy Vary - Olomouc
| Číslo | Sezona    | Utkání   | Domácí       | Výsledek        | Hosté        | Třetiny               |
| --- | --------- | -------- | ------------ | --------------- | ------------ | --------------------- |
| 01. | 2022/2023 | předkolo | Olomouc      | 4 : 1 Report    | Karlovy Vary | (2:0, 1:0, 1:1)       |
| Branky Karlové Vary 43:18 Martin Kohout |           |          |              |                 |              |                       |
| 02. | 2022/2023 | předkolo | Karlovy Vary | 7 : 4 Report    | Olomouc      | (1:2, 3:1, 3:1)       |
| Branky Karlové Vary 11:11 Petr Koblasa, 25:54 Matěj Stříteský, 27:18 Ondřej Beránek, 31:22 Jan Hladonik, 44:57 Petr Koblasa, 56:50 Jiří Černoch , 58:13 Petr Koblasa |           |          |              |                 |              |                       |
| 03. | 2022/2023 | předkolo | Karlovy Vary | 2 : 3 PP Report | Olomouc      | (1:0, 1:0, 0:2 - 0:1) |
| Branky Karlové Vary 02:13 Filip Koffer, 24:16 Vít Jiskra |           |          |              |                 |              |                       |
| 04. | 2022/2023 | předkolo | Olomouc      | 3 : 0 Report    | Karlovy Vary | (1:0, 1:0, 1:0)       |
| Branky Karlové Vary nikdo |           |          |              |                 |              |                       |
| |           |          |              |                 |              |                       |
| Karlové Vary 1x utkání vyhrála, 3x utkání prohrála Karlové Vary 0x sérii vyhrála, 1x sérii prohrála                                                                  |           |          |              |                 |              |                       |